# Justicia riopalenquensis
Justicia riopalenquensis là một loài thực vật có hoa trong họ Ô rô. Loài này được Wassh. mô tả khoa học đầu tiên năm 1977.